# Momo Cho
Mohamed-Ali Cho (Stains, Francia, 19 de enero de 2004), más conocido como Momo Cho, es un futbolista francés que juega de delantero en el O. G. C. Niza de la Ligue 1.

## Trayectoria

### Angers S. C. O.
Momo Cho firmó su primer contrato profesional en 2020, después de pasar por canteras como la del Paris Saint-Germain o la del Everton F. C. Lo hizo con el Angers S. C. O. de la Ligue 1, con el que debutó el 30 de agosto de 2020, en la derrota de su equipo por 2-0 ante el Girondins de Burdeos. En este partido se convirtió en el primer jugador de 2004 en debutar en Ligue 1.

### Real Sociedad
En junio de 2022 fue traspasado a la Real Sociedad, firmando para las siguientes cinco temporadas. Tras una y media, en enero de 2024, regresó a Francia después de fichar por el O. G. C. Niza.

## Selección nacional
Momo Cho fue internacional sub-16 con la selección de fútbol de Inglaterra.
Es internacional sub-21 con selección de fútbol de Francia.

## Estadísticas

### Clubes
Actualizado al último partido disputado el 7 de noviembre de 2024.
| Club                      | Div.          | Temporada     | Liga  | Liga  | Copas nacionales | Copas nacionales | Copas internacionales | Copas internacionales | Total | Total |
| Club                      | Div.          | Temporada     | Part. | Goles | Part.            | Goles            | Part.                 | Goles                 | Part. | Goles |
| ------------------------- | ------------- | ------------- | ----- | ----- | ---------------- | ---------------- | --------------------- | --------------------- | ----- | ----- |
| Angers S. C. O II Francia | 4.ª           | 2020-21       | 1     | 0     | ―                | ―                | ―                     | ―                     | 1     | 0     |
| Angers S. C. O II Francia | Total club    | Total club    | 1     | 0     | 0                | 0                | 0                     | 0                     | 1     | 0     |
| Angers S. C. O Francia    | 1.ª           | 2020-21       | 21    | 0     | 2                | 0                | ―                     | ―                     | 23    | 0     |
| Angers S. C. O Francia    | 1.ª           | 2021-22       | 32    | 4     | 1                | 0                | ―                     | ―                     | 33    | 4     |
| Angers S. C. O Francia    | Total club    | Total club    | 53    | 4     | 3                | 0                | 0                     | 0                     | 56    | 4     |
| Real Sociedad · España    | 1.ª           | 2022-23       | 19    | 1     | 1                | 1                | 4                     | 0                     | 24    | 2     |
| Real Sociedad · España    | 1.ª           | 2023-24       | 11    | 0     | 1                | 0                | 4                     | 0                     | 16    | 0     |
| Real Sociedad · España    | Total club    | Total club    | 30    | 1     | 2                | 1                | 8                     | 0                     | 40    | 2     |
| O. G. C. Niza Francia     | 1.ª           | 2023-24       | 17    | 1     | 3                | 1                | ―                     | ―                     | 20    | 2     |
| O. G. C. Niza Francia     | 1.ª           | 2024-25       | 8     | 2     | 0                | 0                | 3                     | 1                     | 11    | 3     |
| O. G. C. Niza Francia     | Total club    | Total club    | 25    | 3     | 3                | 1                | 3                     | 1                     | 31    | 5     |
| Total carrera             | Total carrera | Total carrera | 108   | 8     | 8                | 2                | 11                    | 1                     | 127   | 11    |